# Lijst van terugkerende personages uit Star Trek: Discovery
Het volgende is een lijst van regelmatig terugkerende personages uit de televisieserie Star Trek: Discovery. Hierin zijn personages die een zeer beperkte rol hebben (geen tekst, kort in beeld, etc.) niet opgenomen.

## Regelmatig terugkerende personages met een grote/belangrijke rol in de serie
| Naam personage    | Korte omschrijving                                                                                       | Acteur               | Seizoen(en) |
| ----------------- | --- | -------------------- | ----------- |
| Michael Burnham   | First Officer en Science Officer                                                                         | Sonequa Martin-Green | 1 -huidig   |
| Philippa Georgiou | Kapitein USS Shenzhou, sterft tijdens Klingonoorlog, komt terug als dubbelganger uit een ander universum | Michelle Yeoh        | 1 - huidig  |
| Saru              | een Kelpiën                                                                                              | Doug Jones           | 1 - huidig  |
| Ash Tyler         | Chief of Security, Fakkeldrager, Section 31 officer                                                      | Shazad Latif         | 1 - huidig  |
| Paul Stamets      | Science officer                                                                                          | Anthony Rapp         | 1 - huidig  |
| Sylvia Tilly      | een Kadet in haar laatste jaar van de Starfleet Acadamy                                                  | Mary Wiseman         | 1 - huidig  |
| Gabriel Lorca     | Kapitein USS Discovery, afkomstig uit het spiegel-universum                                              | Jason Isaacs         | 1           |
| Christopher Pike  | Kapitein USS Enterprise en tijdelijk Kapitein USS Discovery                                              | Anson Mount          | 2           |
| Hugh Culber       | Medical Officer                                                                                          | Wilson Cruz          | 1 - huidig  |
| Admiral Cornwell  | Starfleet Admiral                                                                                        | Jayne Brook          | 1 t/m 2     |
| L'Rell            | Klingon                                                                                                  | Marry Chieffo        | 1 t/m 2     |